# Anisodes samoana
Anisodes samoana là một loài bướm đêm trong họ Geometridae.